# アレクサンドル・デデュシコ
アレクサンドル・ヴィクトロヴィチ・デデュシコ（ロシア語: Александр Викторович Дедюшко、ラテン文字表記の例：Aleksandr Viktorovich Dedyushko、1962年5月20日 - 2007年11月3日）は、ソビエト連邦白ロシア共和国（のちのベラルーシ）出身の、ロシアの舞台俳優、映画俳優である。

## 生涯
ソビエト連邦白ロシア共和国フロドナ州ヴァウカヴィスクで1962年5月20日に生まれる。幼い頃から乗馬を好み、青年期にはサンボとボクシングに触れたが、とりわけサッカーが好きだった。学生時代からアマチュア演劇に傾倒して舞踏合唱団に参加し、また詩作も得意としていた。
1979年に学校を卒業するも進学に失敗して自動車整備工となり、またバルチック艦隊の敷設艦ドネツクに3年間配属されていたこともある。兵役後はモスクワへ移住するも再び大学受験に失敗し、ジルの工場でスポーツの指導員としても働いた。そして3年と半年が過ぎた夏、ジェジュシコはニジニ・ノヴゴロド演劇学校へ入学した。
1986年に演劇学校の同級生と結婚し、1991年には娘を儲けた。しかし妻とは住む都市も異なる遠距離結婚であったため、これが後の離婚に繋がった。このことについて娘はデデュシコを許すことができず、長い間彼を名前で呼び捨てにしていた。彼女がデデュシコを「パパ」と呼んだのは、告別式での1回だけだった。
1996年、ウラジーミル劇場の20歳の女優であるスヴェトラーナ・チェルヌィシュコワと出会った。3か月以上の間恋人として交際したが破局せず、1999年に結婚。3か月後には息子が生まれている。

### 俳優としてのキャリア
ミンスクの劇場で半年間働いた後、ウラジーミル・ドラマ劇場で6シーズンにわたって出演したが、そのうち半分以上の役柄は主役だった。1995年の末にはモスクワ進出を果たした。モスクワ芸術座ではオレグ・エフレーモフに師事したが、「召し上がれ」(Кушать подано)でのウェイター役以上のものは彼には巡ってこなかった。
やがてデデュシコは演劇界よりも映画界で実力を磨き始めた。コマーシャルやエキストラの仕事をいくつかこなした後、最初に彼が脇役で映画出演を果たしたのは、コメディ映画「DMB」での軍の警備隊隊長役でのことだった。最初の大役はテレビシリーズ「死のディレクトリ」(Директория смерти)でのもので、それと同時にデデュシコは1990年代後半のテレビシリーズ「スペツナズ」(спецназовских)への出演がはまり役となり、以降積極的にアクション映画に出演するようになった。そのキャリアは2003年のテレビシリーズ「オペレーション・エイリアス」(ru)で絶頂期を迎えた。
その他、著名な出演作としては「サルマタイ」(Сармат)、「鉄の男」(Парни из стали、別題「アルバニア男」(Албанец))などがある。

### テレビ出演
デデュシコは大手テレビ局の企画にも参加している。2006年からはTVセンターによる、助けを求めている貧しき名もなき英雄たちについての番組「運命の街角」(Улица твоей судьбы)の主役も務めていた。同年秋にはロシア1の人気番組「ダンシング・ウィズ・ザ・スターズ」に出演し、ロシア選手権優勝者とペアを組み4位となった。

### 自動車事故
2007年11月3日深夜、デデュシコは妻と息子とともに自動車事故で死亡した。
その日、早朝から家族はウラジーミル州の友人を訪ねていた。同日の夕方には、デデュシコは妻の両親と会う約束があった。だが彼らは駅で待ってはいなかった。午後10時15分、同州ペトゥシンスキー地区ノーヴィエ・オムチシー村から109キロ地点にあるガソリンスタンド付近で、デデュシコ一家の乗ったトヨタ・ピクニックが何らかの理由でセンターラインを2本越え左車線に進入、対向車のスカニアのトラックと衝突した。トヨタ・ピクニックは全損したが、トラックの運転手は無事だった。デデュシコの車は黒焦げになったため、交通警察(ru)はすぐには身元の照合ができなかった。息子の身元は、彼がおばにかけていた携帯電話の番号から確認された。
同年11月7日、デデュシコ一家の遺体は、モスクワのトロエクロフスコエ墓地に葬られた。ジェジュシコは死後にロシア連邦保安庁から芸術賞(ru)を受けた。2009年秋、事故現場に、家族3人の肖像が刻まれ十字架の載った黒御影石製の碑が建てられた。

## 主な出演作品
- 「DMB（ロシア語版）」（2000年）
- 「ロシア特殊部隊　スペツナズ（ロシア語版）」（2002-03年）
- 「ブリガーダ（ロシア語版）」（2002年）
- 「ヴェーラの運転手（ロシア語版）」（2004年）